# Paul Findley
Pour les articles homonymes, voir Findley.
Paul Findley (né le 23 juin 1921 à Jacksonville en Floride et mort dans la même ville le 9 août 2019) est un homme politique américain, membre du Parti républicain.
Élu représentant au congrès en 1960, il sera réélu à dix reprises avant d’être battu en 1982 par le démocrate Dick Durbin.
Il est connu pour ses positions antisionistes et sa défense des musulmans d'Amérique. L'Aipac, lobby pro-israelien aux États-Unis, finance massivement la campagne de son adversaire afin de lui faire perdre son siège.